# Rozwady, Warmińsko-Mazurskie
Rozwady [rɔzˈvadɨ] (tiếng Đức: Erdmannsdorf) là một khu định cư ở khu hành chính của Gmina Biskupiec, thuộc huyện Olsztyński, Warmińsko-Mazurskie, ở miền bắc Ba Lan.
Trước năm 1945, khu vực này là một phần của Đức (Đông Phổ).
Khu định cư có dân số 19.